# Josh Donaldson
Joshua Adam "Josh" Donaldson, född den 8 december 1985 i Pensacola i Florida, är en amerikansk professionell basebollspelare som spelar för New York Yankees i Major League Baseball (MLB). Donaldson är tredjebasman.
Donaldson har tidigare spelat för Oakland Athletics (2010 och 2012–2014), Toronto Blue Jays (2015–2018), Cleveland Indians (2018), Atlanta Braves (2019) och Minnesota Twins (2020–2021). Han har tagits ut till tre all star-matcher samt vunnit en MVP Award, två Silver Slugger Awards, en Hank Aaron Award och en Comeback Player of the Year Award. Statistiskt har han varit bäst i sin liga en gång vardera i RBI:s, poäng, total bases och extra-base hits.

## Karriär

### College
Donaldson studerade vid Auburn University i Auburn i Alabama 2005–2007 och spelade för skolans basebollag Auburn Tigers. Han spelade även i Cape Cod Baseball League sommaren 2006.

### Major League Baseball

#### Chicago Cubs
Donaldson draftades av Chicago Cubs 2007 som 48:e spelare totalt. Bara ett år senare trejdades han av Cubs tillsammans med tre andra spelare till Oakland Athletics i utbyte mot Rich Harden och en annan spelare. Han spelade vid den tiden som catcher.

#### Oakland Athletics
Donaldson debuterade i MLB för Athletics den 30 april 2010, fortfarande som catcher. Han fick dock bara spela 14 matcher för Athletics den säsongen. Resten av tiden tillbringade han i Athletics högsta farmarklubb, vilket han även gjorde hela 2011 års säsong. Han omvandlades till tredjebasman inför 2012 års säsong, där han spelade 75 matcher för Oakland och nästan lika många för farmarklubben. Han blev ordinarie 2013, då han spelade 158 matcher med ett slaggenomsnitt på 0,301, 24 homeruns och 93 RBI:s (inslagna poäng). Året efter, på lika många matcher, var hans slaggenomsnitt betydligt lägre, 0,255, men han hade 29 homeruns och 98 RBI:s och togs ut till sin första all star-match. Efter den säsongen trejdade Athletics honom till Toronto Blue Jays i utbyte mot Brett Lawrie och tre andra spelare.

#### Toronto Blue Jays

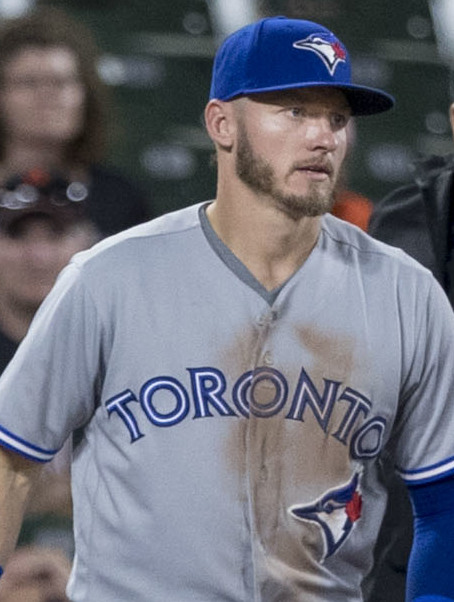
Donaldson i Toronto Blue Jays dräkt 2017.

Donaldson slog igenom på allvar under den första säsongen för Toronto 2015, då han på 158 matcher hade ett slaggenomsnitt på 0,297, 41 homeruns och 123 RBI:s. Han var bäst i American League i RBI:s, poäng (122) och total bases (352). Den säsongen togs han ut till all star-matchen igen, och vann efter säsongen American Leagues MVP Award. Han vann även Hank Aaron Award, som bästa slagman i American League, och Silver Slugger Award, som bästa offensiva tredjebasman i ligan.
Donaldson följde upp succén med ännu en fin säsong 2016, då han på 155 matcher hade ett slaggenomsnitt på 0,284, 37 homeruns och 99 RBI:s. Han belönades med sin tredje raka uttagning till all star-matchen och sin andra raka Silver Slugger Award. På grund av skadeproblem spelade han bara 113 matcher 2017, med ett slaggenomsnitt på 0,270, 33 homeruns och 78 RBI:s. Inför 2018 års säsong kom Blue Jays och Donaldson överens om ett ettårskontrakt värt 23 miljoner amerikanska dollar, den högsta årslönen i MLB:s historia för en spelare som ännu inte spelat tillräckligt länge för att bli free agent. Säsongen utvecklades dock inte som parterna hade hoppats och Donaldson drabbades av skador i axeln och i vaden. Han skulle bli free agent efter säsongen och hellre än att låta honom lämna utan ersättning valde Blue Jays att trejda honom till Cleveland Indians i slutet av augusti. Han spelade bara 36 matcher för Toronto den säsongen med ett slaggenomsnitt så lågt som 0,234, fem homeruns och 16 RBI:s.

#### Cleveland Indians
Under resten av 2018 års säsong var Donaldsons slaggenomsnitt 0,280 och han hade tre homeruns och sju RBI:s på 16 matcher för Indians. Efter säsongen blev han free agent för första gången.

#### Atlanta Braves
Inför 2019 års säsong skrev Donaldson på ett ettårskontrakt med Atlanta Braves som gav honom samma lön som föregående säsong – 23 miljoner dollar. Han var skadefri den säsongen och spelade 155 matcher, under vilka hans slaggenomsnitt var 0,259 och han hade 37 homeruns och 94 RBI:s. Han vann efter säsongen National Leagues Comeback Player of the Year Award. Han blev också free agent igen.

#### Minnesota Twins
I början av 2020 skrev Donaldson på ett fyraårskontrakt med Minnesota Twins värt minst 92 miljoner dollar. Kontraktet, som var det största i Twins historia och det näst största i MLB:s historia för en spelare som fyllt 33 år, innehöll även en möjlighet för klubben att förlänga det en säsong till för ytterligare 16 miljoner dollar. Under den av covid-19-pandemin kraftigt förkortade säsongen 2020 spelade Donaldson bara 28 matcher eftersom hans vad krånglade igen, med ett slaggenomsnitt på 0,222, sex homeruns och elva RBI:s. Nästa år spelade han 135 matcher och höjde sitt slaggenomsnitt något till 0,247 samtidigt som han hade 26 homeruns och 72 RBI:s. Inför 2022 års säsong trejdade Twins honom och två andra spelare till New York Yankees i utbyte mot två spelare.

## Privatliv
Donaldson och hans sambo Briana fick en dotter, Aubrey, i slutet av 2020.